# M+s Elektronik
Die m+s Elektronik AG war ein deutscher IT-Dienstleister mit Sitz in Niedernberg, Bayern. Das Unternehmen beschäftigte 2001 rund 1.900 Mitarbeiter an 40 Standorten und war mit einem Umsatz von zuletzt fast 670 Millionen Euro Deutschlands zweitgrößtes IT-Systemhaus. Im Geschäftsjahr 2000/01 wurde erstmals in der Firmengeschichte ein Verlust von 24,3 Millionen Euro ausgewiesen.
Am 1. März 2002 wurde das am 21. Dezember 2001 beantragte Insolvenzverfahren über das Vermögen der m+s Elektronik AG eröffnet. Der Niedergang des Unternehmens aufgrund plötzlicher Kündigung der Geschäftskredite trotz positiver Gutachten und guter Auftragslage zog umfangreiche Medienberichte nach sich, so wurde auch eine Folge der WDR-Reihe die story mit dem Titel „Bankgeheimnisse“ produziert und bis heute mehrfach im deutschen Fernsehen ausgestrahlt. Die TV-Dokumentation wurde 2006 mit dem Ernst-Schneider IHK Medienpreis ausgezeichnet.
Auf der Hauptversammlung 2005 wurde Hans-Ulrich Mahr, bei Abwesenheit des Insolvenzverwalters, zum Vorstand gewählt.
Als Schlusstermin im Insolvenzverfahren über das Vermögen der m+s Elektronik AG, Niedernberg wurde vom Amtsgericht Aschaffenburg der 27. April 2017 bestimmt.

## Unternehmensgruppe
Im Jahr 2000 setzte sich die Unternehmensgruppe aus folgenden Einzelunternehmen zusammen:
- m+s Elektronik AG Consulting
- m+s EDV Service GmbH & Co. KG
- Syscotec Computer GmbH
- Mainstor GmbH
- DRV Dr. Böhmer GmbH
- PROFI Engineering Systems AG
- PANTHUS Leasing GmbH

## Unternehmensgeschichte
Das Unternehmen m+s wurde Mitte der 1970er von Hans-Ulrich Mahr und Theodor Stripp in der umgebauten Garage von Theodor Stripp gegründet.
Am 29. Februar 2000 brachte die DG Bank das Unternehmen an den Neuen Markt. Die aus dem 21-fach überzeichneten Börsengang eingenommenen Mittel wurden für Zukäufe ausgegeben und insgesamt sechs Firmen übernommen. Darunter die DGW Datennetze GmbH, ein IT-Dienstleister, der aus den ehemaligen VEB Datenverarbeitung der Finanzorgane der DDR hervorgegangen und 1992 privatisiert worden war.
Durch Fehlentscheidungen und Missmanagement im Unternehmen wurde anstelle eines angestrebten ausgeglichenen Ergebnisses ein Betriebsverlust vor den Steuern von mindestens 30 Millionen Euro angekündigt. Mit dem Verweis darauf kündigte die DG Bank am 2. Mai 2001 die unbesicherte Kreditlinie in Höhe von ca. 7 Millionen Euro, während das Unternehmenskonto bei der Bank ein Guthaben von knapp 30.000 Euro aufwies. Der Schritt der DG Bank wurde u. a. vom bayrischen Wirtschaftsminister Otto Wiesheu mit Verweis auf die Einnahmen beim von der DG Bank durchgeführten Börsengang stark kritisiert. Nachdem die Eigentümer nicht bereit waren, den Anteil der DG Bank zu übernehmen und es nicht gelang, die Finanzierungslücke zu schließen, kündigten auch die anderen sechs Banken die Kreditlinie in gleicher Höhe. Die Finanzierungslücke hätte noch mit Hilfe der BdW geschlossen werden können und von der Deutschen Bank beauftragte Gutachter bestätigten ein kurz- bis mittelfristiges Ergebnisverbesserungspotential von knapp 66 Millionen Euro, jedoch konnten sich Eigentümer und Banken nicht mehr einigen und so musste das Unternehmen am 21. Dezember 2001 beim Amtsgericht Aschaffenburg die Eröffnung eines Insolvenzverfahrens wegen drohender Zahlungsunfähigkeit beantragen.
Die Tochtergesellschaft m+s EDV Service GmbH mit 200 Mitarbeitern wurde von einer Tochter der Combase AG gekauft und weitergeführt, die Darmstädter PROFI Engineering Systems AG wurde über einen Management-Buyout herausgelöst.